# Flughafen Stavanger

i7
i11
i13
Der Flughafen Stavanger (norwegisch Stavanger lufthavn, Sola; IATA-Code: SVG, ICAO-Code: ENZV) ist der viertgrößte Flughafen Norwegens mit 4.178.241 Passagieren im Jahr 2017. Der Flughafen hat internationale Anbindung und wird von den Königlich-Norwegischen Luftstreitkräften als Militärflugplatz mitgenutzt. Sie bezeichnen ihn als Sola flystasjon insbesondere als Stützpunkt der norwegischen Seerettung (Sea King redningsskvadron).
Der Flughafen hat zwei Terminals, eines für Flugzeuge und eines für Hubschrauber. Der Flughafen hat zwei sich kreuzende Start- und Landebahnen. Die Hauptbahn für Flugzeuge Nord-Süd (18/36) und die Hauptbahn für Helikopter liegt in nordwestlich-südöstlicher Richtung (11/29). Hier befindet sich auch das Flyhistorisk Museum, ein Luftfahrt-Museum mit dem Schwerpunkt Militärluftfahrt.

## Lage
Der Flughafen liegt in der Kommune Sola, 15 km südwestlich von Stavanger und 10 km nordwestlich von Sandnes in der Provinz Rogaland.

## Geschichte
Der Flughafen Stavanger wurde 1937 erbaut. Er war einer der ersten Flughäfen Europas mit fest gedeckter Landebahn.
Am 9. April 1940, dem Tag der deutschen Invasion Dänemarks und Norwegens („Unternehmen Weserübung“), sprangen Fallschirmjäger (3. Kompanie, 1. Btl, 1. Fallschirmjäger-Division) über dem Flughafen ab und eroberten ihn schnell.
Während der Besatzungszeit (1940–1945) bauten die Deutschen den Flughafen für die Luftwaffe zu einem Fliegerhorst aus. Die Luftwaffe nutzte ihn sowohl für Land- als auch für Seeflugzeuge, in der ersten Zeit der Besetzung waren hier für kürzere Zeiten verschiedene Jäger- und Bombereinheiten stationiert. Später kam es dann zu längeren Stationierungsphasen.
Im Oktober 1940 verlegten die Bf 110 der III. Gruppe des Zerstörergeschwaders 76 (III./ZG 76) nach Sola, sie blieb hier bis in den Mai des folgenden Jahres, nachdem sie kurz zuvor zur II. Gruppe des Schnellkampfgeschwaders 210 (II./SKG 210) wurde. Die Bf 109E der I. Gruppe des Jagdgeschwader 77 (I./JG 77) lagen hier zwischen Februar 1941 und Januar 1942.
Ein langjähriger Nutzer war die Seenotstaffel 5, die zwischen August 1941 und Oktober 1944 von Sola operierte.

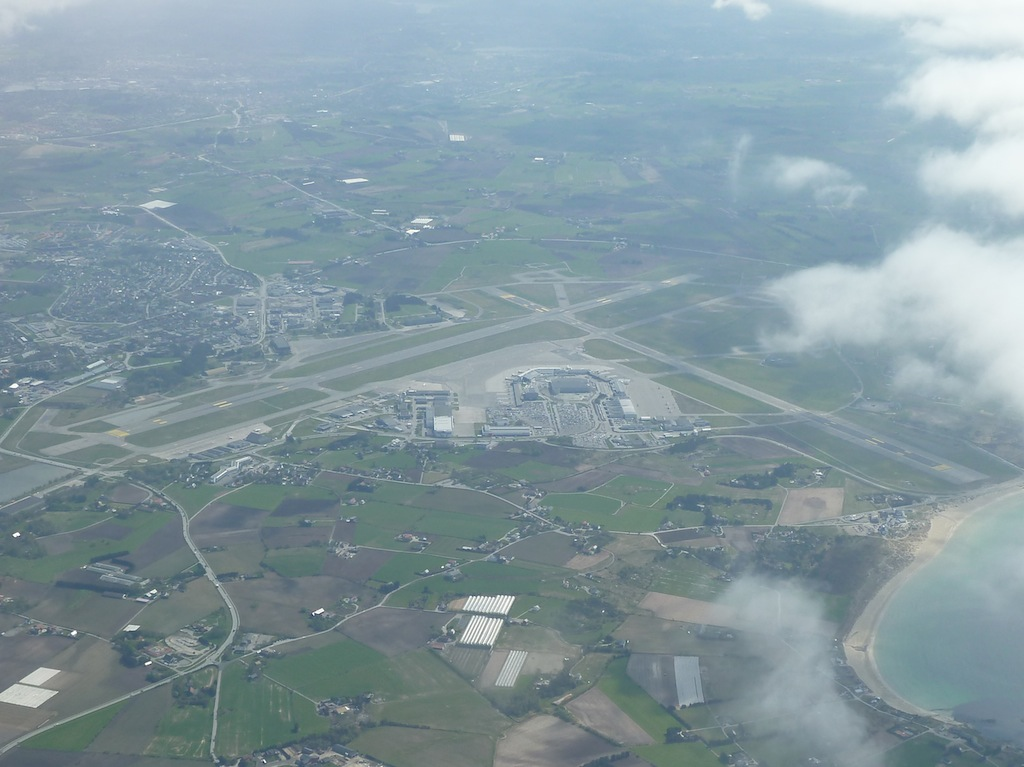
Luftaufnahme des Flughafens von 2011

Stavanger wurde ab Februar 1945 eine der wenigen Einsatzbasen der vierstrahligen Ar 234, Hauptnutzer war ein Kommando der Fernaufklärungsgruppe 5. Nach der deutschen Kapitulation befanden sich die meisten der noch flugfähigen neuartigen Arado-Turbinen-Bomber in Sola. Ein Teil der Exemplare wurde dort noch bis in den September 1945 zu Erprobungsflügen von Amerikanern und Briten genutzt, die übrigen wurden in die Vereinigten Staaten und ins Vereinigte Königreich überführt.
Sola blieb nach Ende des Krieges noch für einige Jahrzehnte ein wichtiger Militärflugplatz Norwegens. Die norwegischen Luftwaffe stationierte hier im Laufe der ersten Nachkriegsjahre und insbesondere nach Beginn des Kalten Krieges einer Reihe verschiedener Staffeln. 
Bereits zwei Wochen nach Kriegsende traf die aus Norwegern gebildete 331. Squadron der britischen Royal Air Force mit ihren Spitfire Mk. IXE in Stavanger ein, die allerdings noch im gleichen Jahr weiter verlegt wurde. Bereits im Januar 1945 wurde Sola Heimat einer Flugboot-Staffel, deren Aufgabe auch der SAR-Dienst war. Die 333. Skvadron flog bis 1961 die Catalina und in den folgenden zwei Jahren vor ihrer Verlegung nach Nord-Norwegen die HU-16.
Ab 1949 wurde Sola erneut eine Basis von Kampfflugzeugen, zunächst noch für zwei Jahre von den Mosquito Mk.VI der 334. Skvadron. Das Jetzeitalter begann 1951 erneut mit der Umrüstung der Staffel auf die F-84G, die, zusammen mit der 1953 eingetroffenen 331. Staffel, inzwischen ebenfalls mit F-84 ausgerüstet, 1955 in den Norden verlegt wurden; im Jahr 1954 lag hier mit der 338. Skavdron mehrere Monate noch eine dritte F-84 Einheit.
Am längsten sollte hier die 718. Skvadron liegen. Ihre Aufgabe was ab 1952 das Fortgeschrittenentraining neuer Luftfahrzeugführer. In den ersten zwei Jahren noch mit Vampire ausgerüstet, lief die Umrüstung auf die T-33A bereits 1953. Nach fünfzehnjähriger Dienstzeit rüstete die Staffel auf die F-5A/B um, die ebenfalls fünfzehn Jahre geflogen wurde. Im Jahr 1983 wurde die 718. Staffel außer Dienst gestellt. Seitdem beschränkt sich die militärische Nutzung auf den Betrieb von Hubschraubern. Die SAR-Hubschrauber vom Typ Westland „Sea King“ Mk.43B standen von 1973 bis 2023 im Dienst der 330. Staffel, wobei das erste Exemplar des Nachfolgemodells vom Typ AW101 Mk612 „SAR Queen“ bereits 2017 in Norwegen eintraf. Dessen Zulauf zog sich auf Grund eines Flugunfalls zu Beginn der Umrüstphase über mehrere Jahre hin.
Als Folge der Ausweitung des Russisch-Ukrainischen Kriegs im Jahr 2022 soll der militärische Bereich modernisiert werden um zukünftig im Krisen- oder Kriegsfall eine größere Anzahl alliierter Flugzeuge aufnehmen zu können.

## Militärische Nutzung

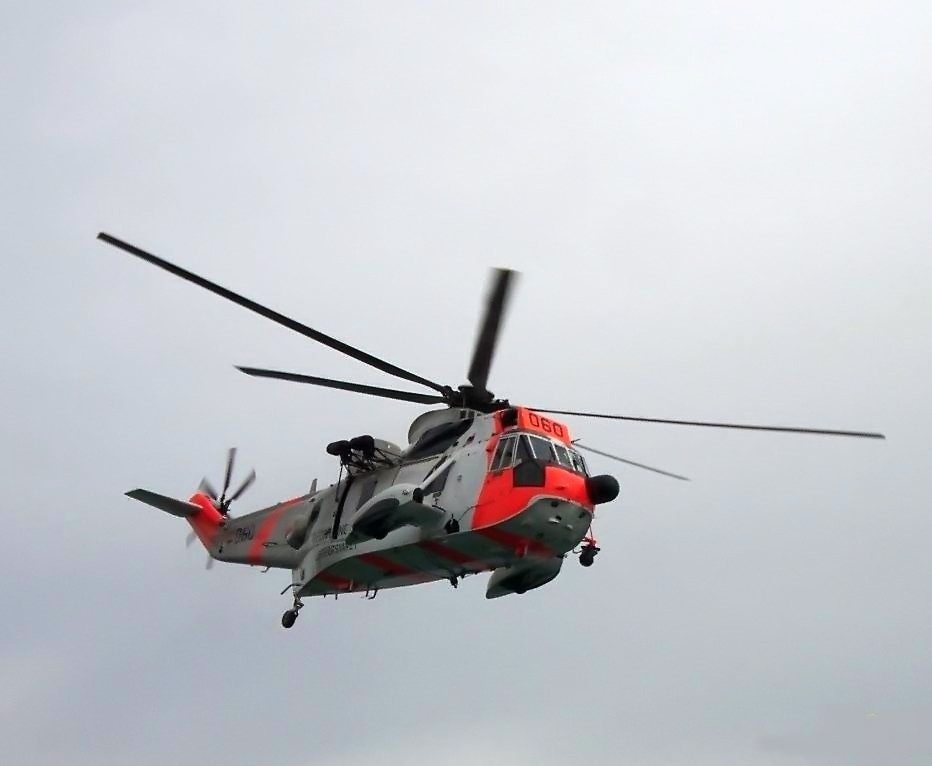
Sea King Mk.43, 2004

Die Sola flystasjon wird zurzeit (2024) von folgenden fliegenden Staffeln des Rettungshubschrauberdienstes/Redningshelikoptertjenesten genutzt:
- 330. Skvadron, ausgerüstet mit AgustaWestland AW101, seit 2017; einige Rettungshubschrauber der Staffel sind permanent auf anderen Flugplätzen stationiert. Die SAR-Staton in Sola selbst nutzt die AW101 seit 2020.

## Zivile Nutzung
Der Flughafen wird von diversen europäischen Fluggesellschaften angeflogen, unter anderem KLM aus Amsterdam und British Airways aus London Heathrow.
Inlandsflüge finden unter anderem mit Norwegian Air Shuttle und SAS Scandinavian Airlines statt.
In den Sommermonaten fliegt Norwegian Air Shuttle zweimal wöchentlich von Berlin-Schönefeld aus nach Stavanger. Die große zivile Helikopterbasis wird insbesondere für den Nordsee-Offshore-Verkehr genutzt.
Bis zum Beginn des Winterflugplans 2015/16 flog auch die Lufthansa den Flughafen dreimal täglich von Frankfurt am Main aus an. Die Route wurde mit dem Winterflugplan 2023 wieder aufgenommen.

## Verkehrszahlen
| Jahr | Fluggastaufkommen | Luftfracht (Tonnen) (mit Luftpost) | Flugbewegungen (mit Militär) |
| ---- | ----------------- | ---------------------------------- | ---------------------------- |
| 2022 | 3.576.772         | 2.734                              | 69.156                       |
| 2021 | 1.817.163         | 3.057                              | 52.759                       |
| 2020 | 1.674.900         | -                                  | 48.914                       |
| 2019 | 4.309.723         | -                                  | 75.207                       |
| 2018 | 4.262.480         | -                                  | 73.106                       |
| 2017 | 4.178.241         | -                                  | 72.541                       |
| 2016 | 4.193.665         | -                                  | 77.950                       |
| 2015 | 4.501.368         | -                                  | 85.306                       |
| 2014 | 4.721.971         | 6.538                              | 90.862                       |
| 2013 | 4.670.021         | 4.462                              | 87.352                       |
| 2012 | 4.413.987         | 5.018                              | 86.158                       |
| 2011 | 4.131.974         | 5.018                              | 82.071                       |
| 2010 | 3.674.816         | 5.199                              | 79.161                       |
| 2009 | 3.425.804         | 5.697                              | 80.018                       |
| 2008 | 3.552.579         | 9.667                              | 82.118                       |
| 2007 | 3.248.939         | 9.862                              | 79.904                       |
| 2006 | 3.109.920         | 6.957                              | 75.131                       |
| 2005 | 2.669.541         | 5.879                              | 68.711                       |
| 2004 | 2.562.324         | 5.541                              | 69.980                       |
| 2003 | 2.561.561         | -                                  | 68.721                       |
| 2002 | 2.570.969         | 7.377                              | 68.724                       |
| 2001 | 2.694.008         | 9.770                              | 72.305                       |
| 2000 | 2.847.352         | 9.986                              | 72.476                       |
| 1999 | 2.958.813         | 10.052                             | 80.459                       |

## Zwischenfälle
- Am 9. August 1961 wurde eine Vickers Viking 3B der britischen Cunard Eagle Airways (Luftfahrzeugkennzeichen G-AHPM) 54 km nordöstlich von Stavanger (Norwegen) in einen Berg geflogen. Die Piloten waren auf dem Weg von London Heathrow zum Flughafen Stavanger von der üblichen Anflugroute abgewichen. Durch diesen CFIT (Controlled flight into terrain) wurden alle 39 Insassen getötet.[5]